# Catherine Ashcroft
Catherine Ashcroft (* 8. April 1988 in Halifax (West Yorkshire)) ist eine englische Musikerin des Genres Irish Folk. Sie spielt Längsflöte und Uillean Pipes. Das Beherrschen der Instrumente hat sie sich autodidaktisch erarbeitet.

## Werdegang
2008 nahm Catherine Ashcroft mit „Take Flight and Follow“ („Nimm den Flug auf und folge [ihm]“) ihre erste CD in den Stenkrith-Studios in Kirkby Stephen auf. Dort traf sie den Belfaster Liedtexter, Multiinstrumentalisten und Sänger Maurice Dickson, mit dem sie seither die Gruppe „Mochara“ bildet, die keltische Musik aufführt. Der irische Name bedeutet auf Deutsch „mein Freund“. Zusammen haben Ashcroft und Dickson bislang drei Alben herausgebracht: „In Your Blood“ („In deinem/eurem Blut“, 2010), „Spirits and Dreamers“ („Geister und Träumer“, 2013) und „Live at the Island“ („Live [=direkt] auf der Insel“ oder „[zu] lebe[n] auf der Insel“, 2015).
Ashcroft tourte 2017/2018 mit Riverdance durch China.